# 그라디우스 2
《그라디우스 2》(Gradius 2, Nemesis 2, Nemesis '90 Kai)는 일본 코나미사의 횡스크롤 슈팅 게임으로, 1987년에 제작되었다. 그라디우스의 후속작이며, MSX 전용으로 발매된 게임이다.

## 스토리
악역으로 ‘베놈’이라는 인물이 추가되었다.
- 베놈은 그라디우스 제국의 공직자였으나 쿠데타를 일으키다 진압되어 그라디우스 성계의 행성 ‘신’(Sin)으로 추방된 후 박테리안에 의해 해방되어 그라디우스 제국과 식민지 네오 스페이스 플랜트를 공격한다.
- 그라디우스 제국은 이에 맞서기 위해 빅 바이퍼 계열의 신형 전투기 ‘메탈리온’을 출격시킨다.

## 간략한 게임 설명

### 파워업
파워업은 일단 처음에는 전작의 그라디우스와 같다. 그러나 스테이지를 거듭하면서 새로 얻을 수 있다.
새로 얻는 파워업 장비는 아래와 같으며, 반드시 번호 순서대로 얻게 된다.
1. Up Laser : 수평 레이저를 위로 발사한다. 두 번 파워업하면 길어진다.
2. Down Laser : 수평 레이저를 아래로 발사한다. Up Laser와 같은 속성이다.
3. Napalm Missile : Missile이 강화된 무기로, 맞은 주변에 폭발이 형성된다.
4. Replex Ring : 작은 고리형의 레이저가 일정 거리만큼 나가다가 부메랑처럼 되돌아온다. 이 파워업은 먼저 Double을 장착 중이어야 한다.
5. Extend Laser : Laser가 강화된 무기로, 레이저 2가닥이 겹쳐서 나간다.
6. Back Beam : 포탄이 전후방으로 동시에 발사된다. Double과 같은 속성이다.
7. Fire Blaster : 화염이 나간다. Replex Ring이 강화된 무기로, 공격력은 강하나 사정거리가 짧다는 단점이 있다.

### 스테이지
- 스테이지 1 : 동굴
- 스테이지 2 : 식물
- 스테이지 3 : 유적
- 스테이지 4 : 섬
- 스테이지 5 : 화염
- 스테이지 6 : 생명체
- 스테이지 7 : 기지
- 스테이지 8부터 스테이지 13까지는 스테이지 6부터 스테이지 1까지가 역순으로 다시 나온다.
- 스테이지 14 : 베놈 함선

그리고, 각 스테이지별로 아래와 같은 특징이 있다.
- 스테이지 1부터 스테이지 5까지, 스테이지 9부터 스테이지 13까지는 보스를 처리하면 내부로 진입할 수 있고, 진입 후 죽지 않고 끝부분까지 가면 새로운 파워업을 얻을 수 있다.
  - 어떤 경우는 한 번에 두 단계의 파워업을 동시에 얻을 수 있는가 하면 또 어떤 경우는 파워업 단계가 7단계에 미달하여도 새로운 파워업을 얻지 못할 경우도 있다.
- 스테이지 3, 스테이지 6, 스테이지 8, 스테이지 11에서는 어떤 지점에 접근하면 보너스 스테이지가 나온다.